# 3627 Sayers
3627 Sayers è un asteroide della fascia principale. Scoperto nel 1973, presenta un'orbita caratterizzata da un semiasse maggiore pari a 2,3485872 UA e da un'eccentricità di 0,1465037, inclinata di 9,70557° rispetto all'eclittica.
L'asteroide è dedicato alla scrittrice britannica Dorothy L. Sayers.